# Sympozium biskupských konferencí Afriky a Madagaskaru
Sympozium biskupských konferencí Afriky a Madagaskaru (anglicky Symposium of Episcopal Conferences of Africa and Madagascar – SECAM, francouzsky Symposium des Conférences Episcopales d’Afrique et de Madagascar, portugalsky Simpósio das Confêrencias Episcopais da Africa e Madagascar – SCEAM) je organizace zastřešující všechny biskupské konference v Africe. Vznikla po návštěvě papeže Pavla VI. v Africe roku 1969. Její sídlo je v ghanské Accře.

## Seznam předsedů SECAM
- Kardinál Paul Zoungrana (1970–1979)
- Kardinál Hyacinthe Thiandoum (1979–1981)
- Kardinál Paul Zoungrana (1981–1984)
- Kardinál Joseph-Albert Malula (1984–1987)
- Gabriel Gonsum Ganaka (1987–1990)
- Kardinál Christian Wiyghan Tumi (1990–1994)
- Gabriel Gonsum Ganaka (1994–1997)
- Kardinál Laurent Monsengwo Pasinya (1997–2003)
- Kardinál John Onaiyekan S.D.B. (2003–2007)
- Kardinál Polycarp Pengo (2007–2013)
- arcibiskup Gabriel Mbilingi (2013–2019)
- Kardinál Philippe Nakellentuba Ouédraogo (od 2019)